# Horisme neocosma
Horisme neocosma är en fjärilsart som beskrevs av Paul Dognin 1910. Horisme neocosma ingår i släktet Horisme och familjen mätare. Inga underarter finns listade i Catalogue of Life.